# Raynald Colom
Raynald Colom (Vincennes, França, 1978) és un trompetista i compositor de jazz català, que alguns han anomenat "El Miles Davis català".

## Biografia
Raynald va començar els seus estudis musicals al Conservatori de Música de Créteil quan tenia quatre anys. Hi estudià el violí fins que arribà als vuit anys i que els seus pares li van regalar una trompeta.
El 1988 la seva família s'implantà a Barcelona on Raynald prosseguí l'estudi de la música. Obtingué una borsa privada de Wynton Marsalis, Roy Hargrove i Kenny Barron. El 1999, després d'acabar els seus estudis al Conservatori Municipal de Terrassa i a l'Escola de Música de Bellaterra, li fou atorgada una borsa per a estudiar al Berklee Music College de Boston (Estats Units), on fou alumne de diversos professors prestigiosos entre els quals destaquen Bill Pierce i Darren Barrett.
El 2000 després de tornar a Barcelona començà una carrera independent amb músics com Albert Bover, Randy Becker, Jesse Davis, Robin Eubanks, Horacio Fumero, Chris Higgins, Guillermo McGill, Michael Philip Mossman, Perico Sambeat, Antonio Serrano, o Louis Stewart. Formà part de la gira llatinoamericana de Manu Chao, el “Clandestino tour”.
El 2001, es va incorporar a l'European Youth Orchestra, dirigit pel saxofonista neerlandès Benjamin Herman. Amb el grup, va actuar a alguns dels festivals europeus més prestigiosos, com per exemple North Sea o Copenhaguen, a Londres, Irlanda i Alemanya. Més tard va formar part del Sextet de Perico Sambeat i feu gires per Espanya, Uruguai i Argentina entre el 2002 i 2003. El 2005 actuà al Festival Mas i Mas a Barcelona amb Mulgrew Miller i José Reinoso. Entre 2001 i 2005 rebé quatre guardons com a millor trompetista de l'Associació de Músics de Jazz i Música Moderna de Catalunya.

## Ascens a la fama
Ha participat en els àlbums d'Adrian Iaies, Horacio Fumero, Marcelo Mercadante, Fermin Muguruza, José Reinoso, Luis Salinas, Perico Sambeat i Albert Sanz. El 2005 arran d'una proposta del Festival Mas i Mas va traure el seu primer disc My 51 Minutes que comptà amb la col·laboració d'Antonio Serrano i Mulgrew Miller sota el segell discogràfic Fresh Sound New Talent. El disc rebé una acollida molt favorable tant per part del públic com de la crítica i s'emportà el Premi Enderrock. Va ser publicat el 2005 per la discogràfica Fresh Sound New Talent. L'àlbum conté quatre set temes i cinc interludis, els quals sumen un total de 51 minuts d'enregistrament. Els músics que van acompanyar a Raynald Colom en aquest disc van ser: Marc Ayza a la bateria, Martí Serra als saxos, José Reinoso als teclats i Tom Waburton al baix, amb la col·laboració especial del saxofonista americà Jesse Davis.
El 2006, l'estil musical de Raynald es veié alterat de manera intensa arran del convit del famós cantant de flamenc Duquende a participar en el seu nou àlbum Mi Forma De Vivir. D'ençà aquell moment el flamenc havia d'ocupar un lloc destacat en el seu univers musical, cosa que feu que no tardés gaire a situar-se al capdavant de l'escena flamenca, fent de primera trompeta per a l'elit dels músics de flamenc, tocant com a solista per a diversos grups com els de Chicuelo, Duquende o Antonio Serrano. El 2008 començà a treballar amb Rosario la Tremendita en el seu nou àlbum Pinceladas.
Al maig de 2008 acabà el seu segon CD Sketches of Groove que fou posat a la venda el 25 de novembre, durant el 40è Festival Internacional de Jazz de Barcelona.
El seu darrer disc Evocación d'inspiració flamenca, que es presentà el 2009 a diversos indrets com ara el Festival Grec de Barcelona, el Festival Internacional de Jazz de Vitoria-Gasteiz, Festival International du Jazz du Montreal i al Mercat de Música Viva de Vic, es feu en col·laboració amb el guitarrista Chicuelo. Significà una nova obertura cap a altres influències musicals. Comptà amb la participació del pianista cubà Aruan Ortiz, del contrabaixista Omer Avital, el percussionista americà Eric McPherson i la cantant de flamenc Rosario Guerrero La Tremendita.
El setembre del 2010 la trajectòria musical de Raynald Colom fou guardonada amb el Premi Puig-Porret al millor artista dels Països Catalans, que es lliurà durant l'acte d'inauguració del Mercat de Música Viva de Vic.

## Premis
- 2001, 2002, 2004, 2005: Premi del Millor Trompetista de l'any de l'Associació de Músics de Jazz i Música Moderna de Catalunya.
- 2005: Premi Enderrock del disc jazz de l'any.
- 2010: Premi Puig-Porret al millor artista dels Països Catalans.

## Discografia
- 2005: My Fifty-One Minutes. Fresh Sound New Talent
- 2007: Sketches of Groove. Fresh Sound New Talent
- 2009: Evocación. Adlib Arts
- 2012: Rise.